# Grand Prix de la ville d'Empoli
Le Grand Prix de la ville d'Empoli (en italien : Gran Premio Città di Empoli) est une course cycliste italienne disputée au mois de mai à Empoli, en Toscane. Créée en 1975, cette épreuve organisée par le GS Maltinti Lampadari. Elle fait partie du calendrier national de la Fédération cycliste italienne. 

## Palmarès
| Année     | Vainqueur             | Deuxième              | Troisième               |
| --------- | --------------------- | --------------------- | ----------------------- |
| 1975      | Ruggero Gialdini (it) |                       |                         |
| 1976      | Giorgio Zanotti       |                       |                         |
| 1977      | Graziano Salvietti    |                       |                         |
| 1978-1981 | Non disputé           |                       |                         |
| 1982      | Massimo Ghirotto      |                       |                         |
| 1983      | Roberto Gaggioli      |                       |                         |
| 1984      | Marcus Burns          |                       |                         |
| 1985      | Giuseppe Calcaterra   |                       |                         |
| 1986      | Andrea De Mitri       |                       |                         |
| 1987      | Sandro Lerici         |                       |                         |
| 1988      | Giovanni Scatà        |                       |                         |
| 1989      | Simone Borgheresi     |                       |                         |
| 1990      | Ennio Grava           |                       |                         |
| 1991      | Luboš Lom (de)        |                       |                         |
| 1992      | Gianluca Brugnami     |                       |                         |
| 1993      | Giuseppe Bellino      |                       |                         |
| 1994      | Paolo Valoti          |                       |                         |
| 1995      | Giuseppe Di Grande    |                       |                         |
| 1996      | Vitali Kokorine       | Pasquale Santoro      | Cristiano Mancini       |
| 1997      | Rinaldo Nocentini     |                       |                         |
| 1998      | Federico Morini       | Massimiliano Martella | Paolo Tiralongo         |
| 1999      | Francesco Mannucci    | Giacomo Cariulo       | Jamie Burrow (de)       |
| 2000      | Lorenzo Bernucci      |                       |                         |
| 2001      | Gabriele Pacini       | Domenico Passuello    | Vladimiro Tarallo       |
| 2002      | Mario Russo           | Juri Alvisi (it)      | Emanuele Marianeschi    |
| 2003      | Giovanni Visconti     | Domenico Pozzovivo    | Michele Scotto D'Abusco |
| 2004      | Giovanni Visconti     | Andriy Grivko         | Micael Isidoro          |
| 2005      | Riccardo Riccò        | Eros Capecchi         | Vitaliy Kondrut         |
| 2006      | Francesco Ginanni     | Dmytro Grabovskyy     | Dario Cataldo           |
| 2007      | Konstantin Volik      | Anton Knyazhev        | Alexey Esin             |
| 2008      | Maxim Belkov          | Emanuele Vona         | Francesco Rivera        |
| 2009      | Antonio Parrinello    | Henry Frusto          | Gianluca Randazzo       |
| 2010      | Matteo Di Serafino    | Kristian Sbaragli     | Gianluca Randazzo       |
| 2011      | Winner Anacona        | Mirko Tedeschi        | Luigi Miletta           |
| 2012      | Siarhei Papok         | Marco Zamparella      | Nicola Testi            |
| 2013      | Luca Benedetti        | Evgeniy Krivosheev    | Devid Tintori           |
| 2014      | Alex Turrin           | Simone Velasco        | Stanislau Bazhkou       |
| 2015      | Matteo Natali         | Alex Turrin           | Luis Miguel Martínez    |
| 2016      | Alessandro Pessot     | Francesco Romano      | Niccolò Pacinotti       |
| 2017      | Davide Gabburo        | Nicholas Cianetti     | Paolo Baccio            |
| 2018      | Christian Scaroni     | Michele Corradini     | Andrea Innocenti        |
| 2019      | Andrea Bagioli        | Alessandro Covi       | Luigi Pietrini          |
| 2020      | Alex Tolio            | Michele Gazzoli       | Henok Mulubrhan         |
| 2021      | Michele Gazzoli       | Martin Marcellusi     | Filippo Magli           |
| 2022      | Magnus Henneberg      | Luca Cretti           | Fabio Garzi             |
| 2023      | Nicholas Tonioli      | Lev Gonov             | Egor Igoshev            |
| 2024      | Nicolò Garibbo        | Lorenzo Masciarelli   | Lucio Pierantozzi       |
| 2025      | Matteo Regnanti       | Samuell Bertolli      | Giovanni Bortoluzzi     |